# Carles Gil
Carles Gil de Pareja Vicent (Valencia, 22 de noviembre de 1992), más conocido como Carles Gil, es un futbolista español que juega como centrocampista del New England Revolution de la Major League Soccer de los Estados Unidos. 
Es hermano del también futbolista Nacho Gil.

## Trayectoria

### Valencia Mestalla
Formado en la cantera del Valencia Club de Fútbol, pasó de ser casi descartado en el equipo Infantil a ser una de las perlas de la cantera valencianista en el Cadete gracias sobre todo a su entrenador entonces, José Arastey, que detectó su talento. Cuando jugaba en la categoría cadete coincidió con el también canterano Isco Alarcón, mientras que en los juveniles y el filial coincidió además con Juan Bernat, Fede Cartabia y Paco Alcácer.
Destacando en el Valencia CF Mestalla en Segunda División B, desde 2010 ya participaba en entrenamientos y partidos amistosos con el primer equipo valencianista, y en verano de 2012 renovó su contrato hasta 2016 con una cláusula de 8 millones de euros, hizo la pretemporada con el Valencia CF a las órdenes del técnico Mauricio Pellegrino y llamó la atención de diversos clubes de superior categoría.

### Elche CF
El 6 de agosto de 2012, con 19 años, se firmó su cesión al Elche Club de Fútbol de la Segunda División por una temporada, fruto del interés del consejero ilicitano Juan Anguix, principal valedor de su incorporación. El club franjiverde logró el primer puesto y el ascenso a la Primera División bajo las órdenes del técnico Fran Escribá, y Carles Gil disputó un total de 2.089 minutos repartidos en 31 partidos, además de anotar 4 goles.
El 10 de julio de 2013 se confirma la continuidad del jugador en Elche, cedido una temporada más en el regreso de los ilicitanos a la máxima categoría del fútbol español. El club logró mantener la categoría, y el jugador fue sin duda uno de los más destacados, llamando la atención de diversos clubes importantes, cosa que hizo al Valencia plantearse su blindaje, que finalmente no se produjo.

### Valencia CF
En verano de 2014 regresa al Valencia Club de Fútbol con 21 años para intentar hacerse un hueco en el nuevo y ambicioso proyecto de Nuno Espírito Santo y el empresario Peter Lim. Convenció al técnico y al mánager general, Rufete, y se quedó definitivamente en el primer equipo valencianista. A pesar de no partir como titular disfrutó de varios minutos, siendo uno de los principales revulsivos utilizados por Nuno entrando en las segundas partes para revolucionar los encuentros.
Hizo su debut con el equipo en la segunda jornada, el 29 de agosto de 2014, entrando al campo en el minuto 75 en sustitución de Pablo Piatti. Su debut como titular coincidió con su estreno goleador en la sexta jornada, el 28 de septiembre en Anoeta frente a la Real Sociedad marcando el gol valencianista (1-1).
Poco a poco fue participando menos y no logró hacerse con un hueco en el equipo. Ya que su contrato finalizaba en 2016 el club valoró la posibilidad de renovar su contrato y cederlo donde pudiera tener más minutos, pero la oferta de renovación no llegó y el futbolista no quería salir cedido, así que al recibir una importante oferta del Aston Villa decidió apostar por salir en el mercado de invierno y el club estuvo de acuerdo en negociar. Jugó sus últimos minutos como valencianista el 7 de enero de 2015 en Mestalla siendo titular frente al RCD Español en Copa del Rey.

### Aston Villa FC
El 13 de enero de 2015 el futbolista, que tenía una cláusula de rescisión de 8 millones de euros, aceptó un gran contrato con el Aston Villa FC de la Premier League hasta el año 2019. El club inglés abonó 4'5 millones de euros al Valencia más 3 millones en variables, guardándose el club valenciano una opción de tanteo, más otra opción de recompra, y un 10% de una futura venta.
El 17 de enero de 2015, con menos de una semana en el Aston Villa FC, hizo su debut en la Premier League en Villa Park en el minuto 59 del partido frente al Liverpool FC (0-2) entrando en sustitución de Ashley Westwood. Su primer gol oficial tuvo lugar el 25 de enero de 2015, al abrir el marcador con un  gol en el partido de la cuarta ronda de la FA Cup en Villa Park, frente al Bournemouth, partido que terminó 2-1 para el Aston Villa. La mala racha del equipo y la destitución del técnico Paul Lambert propiciaron que dejara de contar para el nuevo técnico Tim Sherwood, por lo tanto solo participó en 7 partidos oficiales con el primer equipo y en 2 partidos con el equipo filial. El equipo evita el descenso in extremis.
La temporada 2015-16 empezó disputando un partido en agosto con el equipo filial, pero a partir de septiembre pasó a participar de pleno con el primer equipo y tuvo mucha más participación durante el campeonato. Marcó su primer gol en Premier League en la 5.ª jornada el 13 de septiembre de 2015 en la derrota 3-2 frente al Leicester City, equipo revelación del campeonato. El Aston Villa sufrió una dramática temporada, con hasta cuatro entrenadores distintos, y finalizó colista, descendiendo de categoría tras 29 años. Carles participó en 27 partidos oficiales con el equipo, 23 de ellos en Premier con 2 goles marcados.

### Deportivo de La Coruña
El 22 de julio de 2016 fue cedido al Deportivo de La Coruña para la temporada 2016-17. Debutó siendo titular el 19 de agosto en la 1.ª jornada frente al Eibar en Riazor. Problemas físicos le evitaron tener continuidad, pero cuando estuvo disponible casi siempre era titular para los dos entrenadores que tuvo el equipo, Gaizka Garitano y Pepe Mel. Logró al final la permanencia del equipo y participó en total en 23 partidos de Liga y 1 de Copa, marcando su primer gol en la última jornada el 20 de mayo de 2017 en Riazor contra Las Palmas.
En verano de 2017 se acuerda una nueva cesión por una temporada más en el Deportivo de La Coruña, a petición del técnico Pepe Mel, con una opción de compra obligatoria al final de la temporada 2017/2018. La desgracia fue cuando en agosto tuvo problemas de pubalgia que le evitaron participar con el equipo y le obligaron a pasar por el quirófano en septiembre. Fue el 26 de noviembre cuando por fin pudo tener minutos esta temporada en los instantes finales del partido de la 13.ª jornada frente al Athletic Club, ya a las órdenes de Cristóbal Parralo. Tras 6 partidos como titular, 3 entrando desde el banquillo y 1 sin participar, el nuevo técnico Clarence Seedorf dejó de contar completamente con el centrocampista valenciano y lo dejó fuera de las convocatorias. El equipo finalmente no pudo lograr la permanencia y terminó descendiendo de categoría.
En verano de 2018 el Deportivo de La Coruña hizo efectiva la opción de compra obligatoria sobre el jugador, pasando a ser plenamente jugador deportivista con contrato hasta 2021. La temporada 2018-19, ya en Segunda División a las órdenes de Natxo González, la inicia con mucha participación, con hasta 12 titularidades en las 20 primeras jornadas de Liga, y jugando más como mediocentro ofensivo que como extremo diestro. Aun así dividió a la afición entre detractores y defensores, ya que no estuvo nada acertado cara a gol aunque el equipo se mantenía entre los cuatro primeros clasificados. En enero dejó de entrar en las convocatorias y finalmente se acordó su traspaso a un club de la Major League Soccer estadounidense.

### New England Revolution
El 30 de enero de 2019 se hizo oficial su fichaje por el New England Revolution de la Major League Soccer de los Estados Unidos. Supuso el fichaje más caro en la historia del club hasta ese momento, alrededor de los 2 millones de dólares (1,74 millones de euros). Debutó el 2 de marzo de 2019 a las órdenes de Brad Friedel en la 1.ª jornada del campeonato frente al FC Dallas, marcando además su primer gol en el campeonato. Es fijo indiscutible en el once titular del equipo, a veces como mediocentro ofensivo y a veces incluso como delantero, marcando de nuevo dos goles en la 3.ª jornada frente al Toronto FC, futuro subcampeón de ese campeonato. Su regularidad y su gran fútbol le hicieron merecedor incluso de la capitanía del equipo a partir del mes de mayo, e incluso en octubre fue valorado por la MLS como el mejor fichaje del año en la competición. En total logró marcar 10 goles en 36 partidos oficiales con los New England Revolution.
El 29 de febrero de 2020 arrancó la nueva temporada de la Major League Soccer, pero tras la disputa de dos jornadas fue suspendida por la pandemia de COVID-19, circunstancias que hicieron a Carles mostrar su preocupación. En el mes de julio regresó la competición con la disputa de la MLS is Back Tournament, de nuevo como capitán, pero solo pudo disputar los dos primeros partidos, ya que empezó a tener graves problemas en el tendón de Aquiles de su pie izquierdo, del que fue operado el 4 de agosto en España con un pronóstico de entre 3 y 5 meses de recuperación. Una vez recuperado antes de lo previsto, a finales de octubre pudo volver a participar con el equipo, y así estuvo listo para participar en todos los partidos del playoff por el título al haber terminado el club 8.º clasificado en su conferencia. El 21 de noviembre el equipo superó en ronda previa al Montreal Impact por 2-1 con un gol de Carles, y posteriormente superó al club que terminó líder de su conferencia, el Philadelphia Union, con dos asistencias de Carles. Ya en semifinal de conferencia derrotó al Orlando City por 3-1, de nuevo con un gol y una asistencia de Carles, y en la final de su conferencia no pudo superar al Columbus Crew.
La temporada 2021 dio comienzo en abril y Carles siguió disputando todos los encuentros, siendo clave en un espectacular arranque de temporada del equipo, con 7 victorias en los 10 primeros encuentros. Fue una temporada histórica para el club porque se proclamó por primera vez en su historia campeón de la fase regular del campeonato, conocida como la MLS Supporters' Shield. En cambio en la MLS Cup, los playoff por el título final, no pudo superar la semifinal de conferencia frente al New York City FC al caer en la tanda de penaltis. Carles terminó la temporada con 29 participaciones en las que logró anotar 4 goles y dar hasta 12 asistencias.
En la temporada 2022 el club participaba en la Liga de Campeones de la Concacaf, haciendo su debut el 10 de marzo de goleando 3-0 al Pumas de la UNAM mexicano con dos asistencias de gol de Carles, pero en el encuentro de vuelta los mexicanos igualaron la eliminatoria y la superaron en la tanda de penaltis. No fue tan brillante la temporada a nivel nacional, finalizando el club en el puesto 10º de la conferencia este. Fue una temporada brillante y sin lesione para Carles, llegando a participar en 36 encuentros oficiales (33 de la MLS, 2 de Liga de Campeones de la Concacaf y 1 de la Open Cup) y anotar 10 goles y dar 12 asistencias.
En la temporada 2023 el club mejoró su rendimiento y finalizó 5º en su conferencia (6º en la tabla general), pudiendo así disputar el playoff. Carles superó su número de goles logrando 11 tantos y 9 asistencias en 39 encuentros (32 de MLS, 2 de la MLS Cup, 2 de la Open Cup y 3 de la Leagues Cup).

## Selección nacional
El seleccionador de la selección sub-21 de España, Julen Lopetegui, lo convocó y debutó el 9 de septiembre de 2013 en Las Gaunas frente a Albania, entrando en el minuto 69 por Álvaro Morata. Siguió contando para el técnico de la sub-21 en sucesivas convocatorias, pese a no disponer de más minutos.

## Clubes
Actualizado al último partido jugado el 10 de agosto de 2025.
| Club                         | País           | Años          | Partidos | Goles |
| ---------------------------- | -------------- | ------------- | -------- | ----- |
| Valencia C. F. Mestalla      | España         | 2009-2012     | 53       | 5     |
| Elche C. F. (cedido)         | España         | 2012-2014     | 66       | 5     |
| Valencia C. F.               | España         | 2014-2015     | 11       | 1     |
| Aston Villa F. C.            | Inglaterra     | 2015-2016     | 34       | 3     |
| R. C. Deportivo de La Coruña | España         | 2016-2019     | 54       | 1     |
| New England Revolution       | Estados Unidos | 2019-presente | 205      | 53    |

## Palmarés y distinciones individuales

### Campeonatos nacionales
| Título                     | Club                   | País           | Año  |
| -------------------------- | ---------------------- | -------------- | ---- |
| Segunda División de España | Elche C.F.             | España         | 2013 |
| Supporters' Shield         | New England Revolution | Estados Unidos | 2021 |

### Distinciones individuales
| Distinción                                         | Año        |
| -------------------------------------------------- | ---------- |
| Juego de las Estrellas de la Major League Soccer   | 2022, 2023 |
| Jugador Más Valioso de la Major League Soccer      | 2021       |
| Máximo asistente de la Major League Soccer         | 2021       |
| Jugador del mes de junio de la Major League Soccer | 2021       |
| Jugador más valioso del año Midnight Riders        | 2019, 2021 |
| Contratación del año de la Major League Soccer     | 2019       |
| MLS Best XI                                        | 2019, 2021 |